# Abbotsford West (circonscription britanno-colombienne)
Pour les articles homonymes, voir Abbotsford.
Circonscription électorale provinciale du Canada
Abbotsford West est une circonscription provinciale de la Colombie-Britannique représentée à l'Assemblée législative de la Colombie-Britannique depuis 2009.

## Géographie
En 2020, la circonscription représente l'ouest de la ville d'Abbotsford, ainsi que la partie est du district de Langley.

## Liste des députés
| Législature                                                     | Années                                                          | Député                                                          | Député                                                          | Parti                                                           |
| Abbotsford West Circonscription issue d'Abbotsford-Mount Lehman | Abbotsford West Circonscription issue d'Abbotsford-Mount Lehman | Abbotsford West Circonscription issue d'Abbotsford-Mount Lehman | Abbotsford West Circonscription issue d'Abbotsford-Mount Lehman | Abbotsford West Circonscription issue d'Abbotsford-Mount Lehman |
| --------------------------------------------------------------- | --------------------------------------------------------------- | --------------------------------------------------------------- | --------------------------------------------------------------- | --------------------------------------------------------------- |
| 39e                                                             | 2009–2013                                                       |                                                                 | Mike de Jong (en)                                               | Libéral                                                         |
| 40e                                                             | 2013–2017                                                       |                                                                 | Mike de Jong (en)                                               | Libéral                                                         |
| 41e                                                             | 2017–2020                                                       |                                                                 | Mike de Jong (en)                                               | Libéral                                                         |
| 42e                                                             | 2020–2023                                                       |                                                                 | Mike de Jong (en)                                               | Libéral                                                         |
| 42e                                                             | 2023-2024                                                       |                                                                 | Mike de Jong (en)                                               | United                                                          |
| 43e                                                             | 2024–en cours                                                   |                                                                 | Korky Neufeld (en)                                              | Conservateur                                                    |